# Péter Balázs

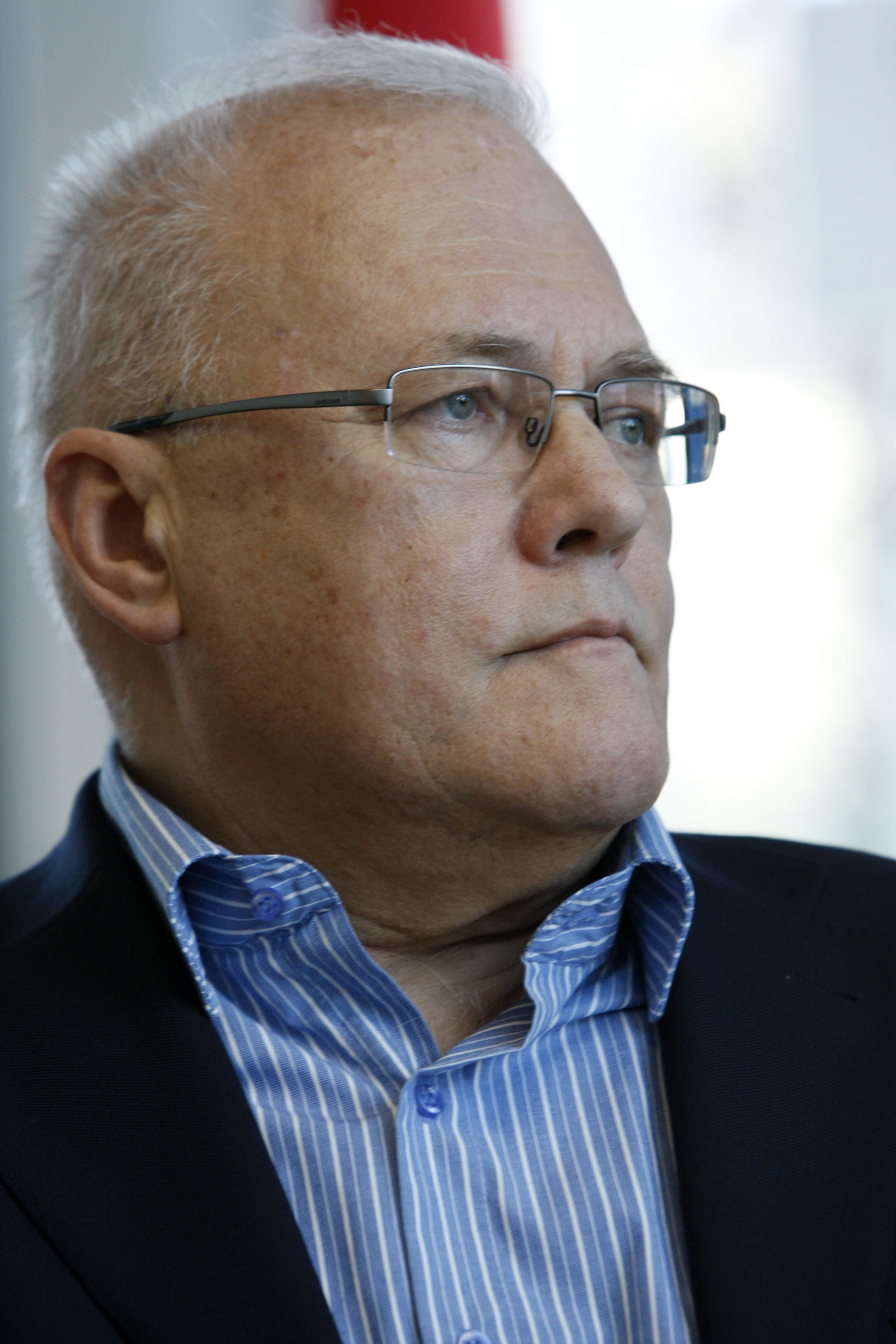
Péter Balázs (2012)

Péter Balázs /ˈpeːtɛr ˈbɒlaːʒ/ (* 5. Dezember 1941 in Kecskemét, Ungarn) ist ein ungarischer Politiker und war EU-Kommissar in der Kommission von Romano Prodi. Danach war er Beauftragter der EU-Kommission für die „Magistrale für Europa“, die Strecke Paris-Budapest/Bratislava. Vom 16. April 2009 bis zum 29. Mai 2010 war er ungarischer Außenminister. Er ist Koordinator der Europäischen Kommission für den Nordsee-Mittelmeer-Korridor zur Realisierung der Transeuropäischen Netze (TEN).

## Biografie
Balázs erwarb 1963 an der Wirtschaftswissenschaftlichen Universität Budapest ein Diplom als Volkswirt. Dort wurde er 2000 auch habilitiert. Seit 2005 ist er Direktor des Zentrums für Europäische Nachbarschaftsstudien an der Central European University.
Bevor er seine politische Laufbahn begann, arbeitete er zwischen 1963 und 1969 als Ökonom bei der Firma Elektroimpex. 
Im Oktober 2013 war Balázs Gast beim „Kamingespräch“ des Internationalen Wirtschaftsforums in Baden-Baden.

## Funktionen
1969 trat Balázs in das Außenhandelsministerium ein, wo er bis 1982 blieb. Er setzte seine politische Karriere an der ungarischen Botschaft in Brüssel (1982–1987), in der Kanzlei des Ministerpräsidenten (1987–1988), im Ministerium für internationale Wirtschaftsbeziehungen (1988–1992) und wieder im Industrie- und Handelsministerium (1992–1993) fort. Von 1994 bis 1996 war er ungarischer Botschafter in Dänemark, von 1997 bis 2000 in Deutschland. Nach zwei Jahren als Professor an der Universität für Wirtschafts- und Verwaltungswissenschaften in Budapest wurde er 2002 Staatssekretär im ungarischen Außenministerium. Ein Jahr später wurde er Botschafter Ungarns bei der Europäischen Union.
Zwischen dem 1. Mai 2004 und November 2004 war er Mitglied der Europäischen Kommission. Dort war er für Regionalpolitik zuständig, zusammen mit Michel Barnier und später mit Jacques Barrot. 
Nach dem Rücktritt des Ministerpräsidenten Ferenc Gyurcsány berief sein Nachfolger Gordon Bajnai Balázs in sein Kabinett als Außenminister. Die neue Regierung wurde am 20. April 2009 vereidigt.
Balázs ist Mitglied in verschiedenen wirtschaftspolitischen Vereinigungen in Ungarn. Er spricht neben Ungarisch Deutsch, Englisch, Französisch, Polnisch und Russisch.